# Culex dunni
Culex dunni är en tvåvingeart som beskrevs av Dyar 1918. Culex dunni ingår i släktet Culex och familjen stickmyggor. Inga underarter finns listade i Catalogue of Life.